# Tschaadajewo
Tschaadajewo (russisch Чаадаево, deutsch Brolost) ist ein Ort in der russischen Oblast Kaliningrad. Er liegt im Rajon Prawdinsk und gehört zur Gorodskoje posselenije Schelesnodoroschnoje (Stadtgemeinde Schelesnodoroschny).

## Geographische Lage
Tschaadajewo liegt sechs Kilometer nordöstlich der früheren Kreisstadt Schelesnodoroschny und ist über die Nebenstraße von Wischnjowoje (Altendorf) an der russischen Fernstraße A 196 nach Oserki (Georgenfelde) und Gussewo (Groß Gnie) an der Fernstraße R 508 zu erreichen.
Bis zum Jahre 2001 bestand Bahnanschluss über die Station „Oserki-Wolnoje“ (Georgenfelde-Wolla (1938–1945: Ebenau)) an der Bahnstrecke Toruń–Tschernjachowsk (Thorn-Insterburg), die in ihrem russischen Streckenabschnitt außer Betrieb gesetzt worden ist.

## Geschichte
Das ehemals Brolost genannte Gutsdorf gehörte bis 1945 zum Landkreis Gerdauen im Regierungsbezirk Königsberg der preußischen Provinz Ostpreußen. 1874 wurde der Ort in den Amtsbezirk Schloss Gerdauen eingegliedert. Im Jahre 1910 zählte Brolost 105 Einwohner.
Am 30. September 1928 verlor Brolost seine Eigenständigkeit und wurde in die Landgemeinde Wolla (1938–1945 Ebenau, heute russisch: Wolnoje) eingemeindet. 1931 änderte sich auch die Zugehörigkeit zum Amtsbezirk, als nämlich nach Auflösung des Amtsbezirks Schloss Gerdauen die Gemeinde Wolla in den Amtsbezirk Annawalde (heute russisch: Smolnoje) und ein weiteres Jahr später in den Amtsbezirk Barraginn (1938–1945: Georgenhain) umgegliedert wurde.
1945 kam der Ort infolge des Zweiten Weltkrieges mit dem nördlichen Ostpreußen zur Sowjetunion und wurde 1950 nach dem russischen Philosophen Pjotr Jakowlewitsch Tschaadajew in „Tschaadajewo“ umbenannt. Bis zum Jahre 2009 war er innerhalb der russischen Oblast Kaliningrad in den Wischnjowski sowjet (Dorfsowjet Wischnjowoje) eingegliedert, und ist seither – aufgrund einer Struktur- und Verwaltungsreform – eine als „Siedlung“ (possjolok) eingestufte Ortschaft innerhalb der Gorodskoje posselenije Schelesnodoroschnoje (Stadtgemeinde Schelesnodoroschny) im Rajon Prawdinsk.

## Kirche
Die überwiegende Mehrheit der Broloster Einwohner war vor 1945 evangelischer Konfession. Das Dorf war in das Kirchspiel Gerdauen innerhalb des gleichnamigen Kirchenkreises in der Kirchenprovinz Ostpreußen der Kirche der Altpreußischen Union eingepfarrt. 
Heute liegt Tschaadajewo im Einzugsgebiet der Gemeinde in Tschernjachowsk, die der Propstei Kaliningrad in der Evangelisch-Lutherischen Kirche Europäisches Russland (ELKER) zugehört.